# Aeropuerto Coronel Carlos Concha Torres
El Aeropuerto Coronel Carlos Concha Torres (IATA: ESM, OACI: SETN), localizado en la parroquia rural de Tachina (cantón Esmeraldas), presta sus servicios a la provincia ecuatoriana de Esmeraldas. Anteriormente se denominó Aeropuerto Internacional General Rivadeneira hasta su remodelación de 2013, cuando se renombró con su actual denominación.

## Destinos

### Destinos actuales
| Países  | Destinos         | Aeropuertos                             | Aerolínea    | Frecuencias semanales                   |
| ------- | ---------------- | --------------------------------------- | ------------ | --------------------------------------- |
| Ecuador | Quito, Pichincha | Aeropuerto Internacional Mariscal Sucre | Aeroregional | 1 (reinicia el 12 de diciembre de 2025) |

## Antiguos destinos

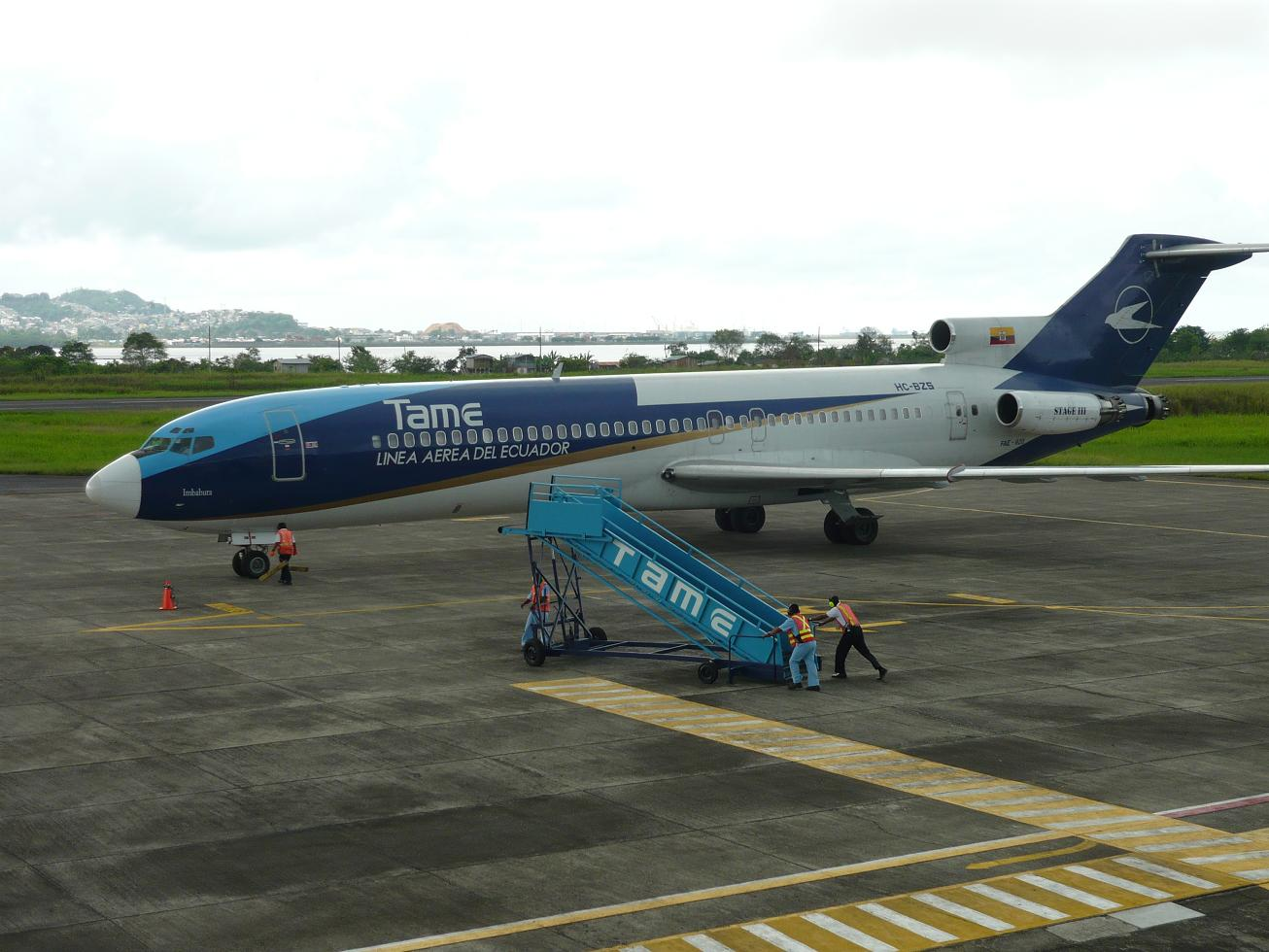
Boeing 727-200 (HC-BZS «Imbabura») de TAME en el aeropuerto (2009)

| Países   | Destino               | Aeropuerto                                      | Aerolínea                    | Años de operación |
| -------- | --------------------- | ----------------------------------------------- | ---------------------------- | ----------------- |
| Ecuador  | Quito, Pichincha      | Aeropuerto Internacional Mariscal Sucre         | Aeroregional                 | 2020-2022         |
| Ecuador  | Quito, Pichincha      | Aeropuerto Internacional Mariscal Sucre         | Avioandes                    | 2022-2023         |
| Ecuador  | Quito, Pichincha      | Aeropuerto Internacional Mariscal Sucre         | TAME                         | 1962-2020         |
| Ecuador  | Guayaquil, Guayas     | Aeropuerto Internacional José Joaquín de Olmedo | TAME                         | 1962-2017         |
| Colombia | Cali, Valle del Cauca | Aeropuerto Internacional Alfonso Bonilla Aragón | Aeroregional                 | 2024-2025         |
| Colombia | Cali, Valle del Cauca | Aeropuerto Internacional Alfonso Bonilla Aragón | TAME                         | 2009-2020         |
| Colombia | Pasto, Nariño         | Aeropuerto Antonio Nariño                       | Intercontinental de Aviación | 1991-2005         |

## Estadísticas
|                 | Pasajeros       | Pasajeros  | Pasajeros                        |
| Internacionales | Internacionales | Nacionales |                                  |
| Entrada         | Salida          | Totales    |                                  |
| --------------- | --------------- | ---------- | -------------------------------- |
| 2009            | 0               | 0          | No se facilitan datos hasta 2016 |
| 2010            | 8.513           | 9.368      | No se facilitan datos hasta 2016 |
| 2011            | 11.445          | 11.712     | No se facilitan datos hasta 2016 |
| 2012            | 10.679          | 10.821     | No se facilitan datos hasta 2016 |
| 2013            | 9.808           | 9.985      | No se facilitan datos hasta 2016 |
| 2014            | 10.079          | 10.640     | No se facilitan datos hasta 2016 |
| 2015            | 11.517          | 12.147     | No se facilitan datos hasta 2016 |
| 2016            | 11.861          | 12.161     | 45.545                           |
| 2017            | 10.910          | 10.755     | 25.650                           |
| 2018            | 12.723          | 12.447     | 22.671                           |
| 2019            | 11.290          | 11.295     | 20.000                           |
| 2020            | 1.171           | 1.163      | 2.356                            |
| 2021            | 0               | 0          | 142                              |
| 2022            | 0               | 0          | 534                              |
| 2023            | 0               | 0          | 533                              |